# Dolerocypris
Dolerocypris är ett släkte av kräftdjur. Dolerocypris ingår i familjen Cyprididae.
Kladogram enligt Catalogue of Life:
| Dolerocypris | \| \| Dolerocypris fasciata \| \| \| \| \| \| Dolerocypris sinensis \| \| \| \| |
|              | \| \| Dolerocypris fasciata \| \| \| \| \| \| Dolerocypris sinensis \| \| \| \| |
|              | Dolerocypris fasciata                                                           |
|              |                                                                                 |
|              | Dolerocypris sinensis                                                           |
|              |                                                                                 |